# Olof von Meyburg
Georg Olof Josef von Meyburg, född 18 oktober 1913 i Kempen, Niederrhein, död 20 mars 2003, var en svensk barn- och ungdomspsykiater.
Olof von Meyburg, som var son till disponent Joseph von Meyburg och Magnhild Perselli, blev filosofie kandidat vid Stockholms högskola 1936 och filosofie licentiat vid Uppsala universitet 1945. Han var verksam som lärare 1937–1945 och på Kungliga biblioteket 1945–1948. Han blev därefter medicine kandidat i Stockholm 1951 och medicine licentiat där 1956. Han var tillförordnad provinsialläkare i olika distrikt periodvis 1954–1956, underläkare vid röntgenavdelningen vid Sankt Görans sjukhus 1956, amanuens och underläkare vid psykiatriska avdelningen på Sahlgrenska sjukhuset 1957–1958, amanuens på psykiatriska avdelningen vid Göteborgs barnsjukhus 1958–1959, underläkare där 1959–1961, vid barnkliniken i Uddevalla 1961–1963, biträdande överläkare vid barnpsykiatriska kliniken på Malmö allmänna sjukhus 1963–1966, blev överläkare vid barn- och ungdomspsykiatriska kliniken på Uddevalla lasarett 1966 och överläkare vid omsorgsstyrelsen i Kalmar 1972.  Han var sekreterare i Bohusläns läkareförening 1966–1968.